# Dimmi che non hai paura
Dimmi che non hai paura è il secondo singolo dei Modà, il secondo estratto dal loro primo album Ti amo veramente.